# Victor/Victoria (musical)
Victor/Victoria è un musical scritto e diretto da Blake Edwards, con musiche di Henry Mancini, parole di Leslie Bricusse e musiche e parole aggiunte di Frank Wildhorn. Ispirato al film del 1982 dallo stesso titolo, lo spettacolo è stato concepito come veicolo per la diva Julie Andrews.

## Trama
Una cantante squattrinata, Victoria Grant, unisce le proprie forze con un collega gay che la traveste da uomo ("Victor") per farla esibire come drag queen col nome d'arte di "Victoria". Con questo espediente diventa una stella nella Parigi degli anni trenta. Le cose si complicano quando un mafioso di Chicago vede lo spettacolo e si innamora di "Victor".

## Storia della produzione
Dopo alcune settimene di rodaggio a Minneapolis e Chicago, e dopo 25 anteprime, la produzione di Broadway, diretta da Edwards, con coreografie di Rob Marshall, debuttò il 25 ottobre 1995 al Marquis Theatre, dove rimase per 734 repliche. Il cast originale includeva Julie Andrews (che riprese il ruolo interpretato nel film), Tony Roberts, Michael Nouri e Rachel York.
Lo spettacolo fu, fin da prima del debutto, caratterizzato da problemi e controversie: Il compositore Mancini morì prima che potesse completare la musica e Wildhorn fu chiamato per finire la partitura ma il risultato non fu all'altezza dei grandi capolavori del teatro americano. Le prove furono travagliate per via degli attriti fra il maestro del cinema Blake Edwards - qui alla sua prima regia teatrale - e il coreografo Marshall - il quale, anni dopo, sarebbe diventato anch'egli regista cinematografico (Chicago, Memorie di una geisha, Nine). Dopo il debutto, le critiche furono miste: I più trovarono la regia di Edwards troppo cinematografica e la musica debole ma il consenso per la protagonista ed il resto del cast fu unanime. Il successo di pubblico fu straordinario, sia perché lo show costituiva il ritorno della Andrews a Broadway dopo 35 anni di assenza, sia perché lo spettacolo, con Edwards come autore/regista, si rivelò essere un capolavoro di comicità.
Quando l'unica nomination al Tony Award che lo show ricevette andò alla Andrews come miglior attrice, la star finì sulle prime pagine dei giornali di mezzo mondo per averla rifiutata. "Uno show nasce da una collaborazione con altri - disse durante una speciale conferenza stampa - non avrei potuto farcela da sola, quindi preferisco rimanere accanto ai miei colleghi così egregiamente ignorati". L'episodio fece sì che lo spettacolo registrasse il tutto esaurito per mesi a venire e, in più, la Andrews si rifiutò di cantare alla cerimonia dei Tony che, quell'anno, soffrì a causa dell'assenteismo delle grosse star.
Durante lo spettacolo (un tour de force per qualunque attrice ma ancor di più per una sessantenne) la Andrews accusò diversi problemi di salute finché fu costretta a prendersi una vacanza di 4 settimane. Liza Minnelli sostituì l'amica per il periodo necessario ma mancò ad almeno metà degli spettacoli per - ufficialmente - problemi alle ginocchia. Tuttavia pochi mesi dopo si fece ricoverare in una clinica per combattere la dipendenza da droghe e alcol. Diversi giornali scandalistici riportarono notizie di come dimenticasse battute, improvvisasse brani e litigasse con il collega Tony Roberts.
Tornata la Andrews tutto sembrò andare liscio per alcuni mesi finché, verso la fine del suo impegno nello spettacolo, l'attrice fu costretta ad abbandonarlo ancora per sottoporsi ad un'operazione di routine per rimuovere una cisti alle corde vocali. Con disperazione della stessa Julie Andrews e dei suoi fans, un errore durante l'operazione la privò per sempre della sua gloriosa voce di cantante. Una causa contro il chirurgo Stuart Kessler si concluse con un risarcimento all'attrice di 20 milioni di dollari. Raquel Welch la sostituì nello spettacolo che però, senza la sua star originaria, chiuse i battenti poco dopo.
Victor/Victoria ha la distinzione di essere l'unico spettacolo di Broadway ad essere stato ripreso e trasmesso alla televisione (nel 1995). Adesso è disponibile su DVD, Blu-ray e digital download su iTunes.

## Produzioni straniere
In Spagna lo show ebbe un rilevante successo con Paloma San Basilio come protagonista. Una produzione italiana, in giro per il paese, fu molto apprezzata nel 2004 con un cast composto da Matilde Brandi, Paolo Ferrari, Gianni Nazzaro e Justine Mattera.

## Canzoni
Atto I
- Paris by Night – Toddy & Les Boys
- If I Were a Man – Victoria
- Trust Me (musica di Frank Wildhorn) – Toddy & Victoria
- Le Jazz Hot! – Victor & coro
- The Tango – Victor & Norma
- Paris Makes Me Horny – Norma
- Crazy World (rimpiazzata da "Who Can I Tell?" durante le repliche con la Minnelli) – Victoria

Atto II
- Louis Says (musica di Wildhorn, tagliata pochi mesi dopo il debutto) – Victor & coro
- King's Dilemma – King
- Apache – Les Boys
- You & Me – Toddy & Victor
- Paris by Night (Ripresa) – Street Singer
- Almost a Love Song – King & Victoria
- Chicago, Illinois – Norma & The Girls
- Living in the Shadows (musica di Wildhorn) – Victoria
- Victor/Victoria – Victoria, Toddy & Compagnia

## Premi e nomination
- Tony Award per miglior attrice in un Musical (Andrews, nomination)
- Drama Desk Award per miglior attrice in un Musical (Andrews, vincitrice)
- Drama Desk Award for per miglior attrice non protagonista in un Musical (York, vincitrice)
- Drama Desk Award per migliori scenografie per un Musical (nomination)